# حي عبد الله فؤاد (الدمام)
يقع حي عبد الله فؤاد جنوب شرق مدينة الدمام ويحده من جهة الشمال الغربي والجنوب الغربي طريق الأمير محمد بن فهد ومن جهة الشمال الشرقي طريق الملك فهد بن عبد العزيز ومن جهة الجنوب الشرقي شارع قيس بن الهيثم ويقع بالحي شارعان تجاريان هامان هما شارع الإمام علي بن أبي طالب كرم الله وجهه وشارع فاطمة الزهراء رضي الله عنها.

## التسمية
حي عبد الله فؤاد هو أحد الأحياء التي أنشأتها شركة ارامكو السعودية في مدينة الدمام وكان حي نموذجي في بنيته التحتيه ولا يزال، وقد سمي الحي على اسم أول مستشفى خاص بالدمام والحي مستشفى عبد الله فؤاد لمالكه التاجر المعروف عبد الله فؤاد بوبشيت الذي انتقلت ملكيته وتغير اسمه بعد سنوات إلى مستشفى المانع، احتفظ الحي بمسمى عبد الله فؤاد لعقود إلى ان تم تغيير مسماه إلى حي الشفاء ثم استرجع الحي مجددا اسمه الأصلي ولا يزال حي عبد الله فؤاد.

## المرافق والخدمات
من أهم معالم الحي مجمع ابراج اسكان الدمام الذي إنشئ في الثمانينات، حديقة الملك فهد، مستشفى المانع العام، محطة سكة حديد الدمام، مجمع العثيم مول، كلية المجتمع للبنات، صالة الجوسق للاحتفالات، مكتبة جرير ويوجد به مركز الحي الذي ينظم بعض الفعاليات الترفيهية والدورات ويوجد بالحي العديد من المطاعم مثل: البيك، هرفي، كودو، بيتزا هت، دومينوز، مايسترو، مشوار، باسكن روبنز وغيرها
والعديد من السوبر ماركت مثل: أسواق التميمي، أسواق المزرعة، الوشام.
والعديد من المدارس مثل: متوسطة ابوعبيدة بن الجراح رضي الله عنه (بنين) وثانوية الملك عبد الله (بنين) وكلاهما من أبنية شركة ارامكو وغيرها من المدارس المبنية من ارامكو وايضا يوجد مدارس حكومية: ابتدائية عبد الله بن العباس رضي الله عنه (بنين) وابتدائية صقر الجزيرة (بنين) ويوجد بعض المدارس الاهلية أيضا.

## المساجد
- جامع الرضوان
- جامع مالك بن أنس
- مسجد حصة بنت يوسف بوبشيت
- مسجد قتيبة بن مسلم
- مسجد عبد العزيز السيف رحمه الله
- جامع الإسكان
- مسجد عبد الله الخاطر